# Éric Raoult
Pour les articles homonymes, voir Raoult.
Éric Raoult, né le 19 juin 1955 à Paris et mort le 16 avril 2021 à Saint-Denis, est un homme politique français.
Député-maire UMP du Raincy, il est ministre chargé de l'Intégration et de la Lutte contre l'exclusion du 18 mai au 7 novembre 1995, puis ministre délégué à la Ville et à l'Intégration de cette date au 2 juin 1997.

## Situation personnelle
Diplômé de l'Institut d'études politiques de Paris (section politique, économique et sociale, promotion 1981), Éric Raoult est licencié en sciences économiques et diplômé de l'Institut français de presse.
En septembre 1990, il épouse Béatrice Abollivier, alors assistante parlementaire au Parlement européen, dont il divorce pour épouser en 2002 son assistante parlementaire, Corinne Sapet. Il est relaxé en 2013 des faits de « violences sur conjoint » dont celle-ci l'accuse avant de minimiser les faits,,,.

## Carrière politique

### 1974-1985: débuts militants
Éric Raoult adhère à l'UDR en 1974, parti gaulliste alors moribond, qui devient le RPR deux ans plus tard.
Il fait son service militaire en 1978 à la base de Balard, aux côtés de Nicolas Sarkozy. Il y contracte une méningite. Il est diplômé en 1979 de l'Institut français de presse. Il est nommé, la même année, responsable de l'UNI pour Paris-I et Paris-II-Assas. Avec Nicolas Sarkozy, il devient par ailleurs la cheville ouvrière de l'organisation jeune du RPR.
En 1983, Éric Raoult est élu premier adjoint au maire du Raincy (Raymond Mège), lors d'élections municipales qui sont un succès pour la droite. Le Raincy est « l'une des rares communes bourgeoises de Seine-Saint-Denis » note Le Figaro. Deux ans plus tard, il prend la tête des Jeunes du RPR à la suite de Roger Karoutchi. On lui doit quelques rassemblements d’usagers devant le siège de la CGT à Montreuil, à la suite d’une grève des services publics.

### 1986: député de la Seine-Saint-Denis
Élu député pour la première fois en 1986, Éric Raoult est réélu en 1988. La même année, il se dit plus proche de son adversaire politique frontiste Marie-Caroline Le Pen que de la socialiste Isabelle Thomas.
En 1991, il réplique aux sorties de la Première ministre Édith Cresson concernant les Japonais en déclarant que ceux-ci étaient « plus habitués au langage de velours de geishas qu'à l'argot vulgaire des femmes de poissonnier ». La même année, Éric Raoult s'oppose à la première  guerre du Golfe.
Il défend au début des années 1990 l'idée d'un rapprochement entre le RPR et le FN, soulignant leurs « valeurs communes ». Et bien que Jacques Chirac ait fait du Front national sa bête noire, Éric Raoult estime qu'un électeur FN n'est jamais qu'« un électeur RPR qui s'est fait piquer son autoradio ».
Éric Raoult intègre la promotion 1994 des « Young Leaders » de la French-American Foundation.

### 1995-1997: ministre de l'Intégration et de la Lutte contre l'exclusion
Durant la campagne présidentielle de 1995, il soutient Jacques Chirac contre Édouard Balladur. En sus d'être un élu de banlieue, cela lui vaut d'être nommé ministre chargé de l'Intégration et de la Lutte contre l'exclusion en mai 1995, Éric Raoult devenant six mois plus tard ministre délégué auprès du ministre de l'Aménagement du territoire, de la Ville et de l'Intégration, à la Ville et à l'Intégration - poste qu'il occupera jusqu'à l'arrivée de la gauche au pouvoir, en juin 1997,.
Durant son expérience gouvernementale, son suppléant, Pierre Bernard, réputé proche de l’extrême droite, le remplace comme député,. Sa nomination par Éric Raoult au titre de chevalier de la Légion d'honneur, fait réagir la gauche.

### Maire du Raincy
Adjoint depuis 1977, premier adjoint en 1983, Éric Raoult est élu maire du Raincy en 1995.
Lors des émeutes de 2005, sa ville est la première à décréter le couvre-feu, avant le recours à l'état d'urgence par Dominique de Villepin.
En mars 2006, réagissant notamment aux caricatures de Mahomet du journal Jyllands-Posten publiées en France dans le journal France-Soir, il propose le rétablissement du délit de blasphème, proposition qui ne sera pas adoptée,,.
En mars 2008, il est réélu maire au second tour.

### 2007: réélection en tant que député
Éric Raoult est réélu député le 26 juin 2007, pour la XIIIe législature (2007-2012), dans la 12e circonscription de la Seine-Saint-Denis.
Il fait partie du groupe UMP et est également président de la Fédération UMP de la Seine-Saint-Denis depuis sa création. Il est nommé par Xavier Bertrand, secrétaire national de l'UMP, en charge de l'Outre-mer. Il fonde, à l'Assemblée nationale, l'Amicale des parlementaires amis de l'Outre-mer.
Il a soutenu un amendement visant à rétablir la peine de mort. Par ailleurs, Éric Raoult est membre du comité d'honneur du Mouvement initiative et liberté (MIL).
Membre du groupe parlementaire d'amitié France-Tunisie, il se réjouit, en 2009, de la réélection de Zine el-Abidine Ben Ali à 90 % des voix, y voyant le signe de sa grande popularité dans le pays. Il approuve publiquement le 31 octobre 2009 sur Berbère Télévision l'expulsion de Tunisie de la journaliste du Monde Florence Beaugé,. Durant la révolution tunisienne, Éric Raoult appuie l'action de quelques partisans de Ben Ali. Quelques semaines après le renversement du pouvoir en place, Éric Raoult prend la défense de l'ancien président tunisien, qu'il décrit comme un « progressiste » et un « nationaliste » au bilan équilibré, ami des Juifs et rempart contre l'islamisme, qui aura « fait du bien à son pays »,.
En novembre 2009, à la suite de l'attribution du prix Goncourt 2009 à l'écrivain Marie NDiaye et ayant lu une interview donnée par elle en août 2009, il pose une question écrite au ministre de la Culture Frédéric Mitterrand, affirmant la nécessité d'un « devoir de réserve » dû par les lauréats du prix Goncourt, et les artistes en général. Il est critiqué par les membres de l'académie Goncourt comme Bernard Pivot et est désavoué par l'UMP, qui rappelle dans un communiqué que la liberté d'expression est un droit fondamental. Il retire alors sa question écrite.
Éric Raoult est le rapporteur de la mission sur le port du voile intégral, à l'Assemblée nationale. Après six mois d'auditions, il rend son rapport fin janvier 2010. Le rapport plaide pour une résolution parlementaire suivie d'une interdiction de « dissimuler son visage » dans les services publics, transports compris, mais pas dans la rue,.

### 2012-2020: défaites législatives et municipales
Candidat aux élections législatives de 2012, avec l'avocat Francis Szpiner comme suppléant, Éric Raoult est battu par le socialiste Pascal Popelin à 54,1 % contre 45,9 % et perd son siège de député de la 12e circonscription de la Seine-Saint-Denis.
Affaibli par cet échec, son hospitalisation pour un AVC et un procès contre son ex-femme, même s'il demeure à la tête de la fédération UMP départementale, il est contesté au sein de la droite du Raincy à la veille de la campagne municipale de 2014, et, accusé d'être « un petit dictateur », doit faire face à la démission de plusieurs membres du conseil municipal qui contestent sa gestion personnelle de la commune.
Quelques jours avant le premier tour des élections municipales, il est accusé de harcèlement sexuel et moral, concernant l'envoi de 7 000 à 15 000 SMS en 9 mois, dont certains étant des « avances sexuelles explicites », par une ancienne employée communale, âgée de 33 ans, alors directrice du CCAS du Raincy ,, avant d'être « suspendue de la mairie ».
Il arrive en tête du premier tour des municipales. Au second tour, avec 35,90 % des suffrages contre 54,35 %, il perd la mairie face à la liste menée par le divers droite Jean-Michel Genestier, qui avait intégré dans l'entre-deux-tours les membres de la liste de l'ex-adjoint au maire du Raincy de 2001 à 2008, Roger Bodin,. Après sa défaite qui le prive de son dernier mandat, il fait une tentative de suicide,. Selon le député UDI Jean-Christophe Lagarde : « Il est resté bloqué dans les années 1980 et 1990 où il fallait jouer des muscles pour s'imposer. Il est dans le rapport de forces permanent, ce qui a fini par faire fuir ses amis et ses électeurs. Si on n'est pas avec lui, on devient automatiquement son ennemi »,.
En avril 2014, il est remplacé à la tête de la fédération départementale UMP par Philippe Dallier et Bruno Beschizza. Depuis septembre 2014, il travaillait à Nanterre comme chargé de mission pour le conseil départemental des Hauts-de-Seine aux côtés du responsable des maisons de l’emploi du département et des écoles de la deuxième chance.
En mars 2020, il est candidat pour les élections municipales au Raincy avec la liste Pour l'amour du Raincy. Sa liste obtient 12,2 % des voix. Lors du second tour, en juin, il s'allie avec la liste de Pierre-Marie Salles, sur laquelle il figure en cinquième position et qui obtient 13,48 % des voix.
Éric Raoult meurt le 16 avril 2021 à l'âge de 65 ans à l'hôpital de Saint-Denis,,. Ses obsèques sont célébrées le 22 avril suivant en l'église Notre-Dame-de-Consolation du Raincy. Il est inhumé au cimetière du Raincy.

## Publication
- SOS Banlieues, L'Harmattan, 1993  (ISBN 2-7384-1948-8).

## Décoration
- Chevalier de la Légion d'honneur (2001).